# Kim In-kyu
Kim In-kyu est un boxeur sud-coréen né le 8 août 1993.

## Carrière
Sa carrière amateur est principalement marquée par deux médailles d'argent remportées aux championnats d'Asie de 2017 et 2019 dans la catégorie des poids mouches et par une médaille de bronze remportée aux championnats du monde 2017.

## Palmarès

### Championnats du monde
- Médaille de bronze en -52 kg en 2017 à Hambourg, Allemagne

### Championnats d'Asie
- Médaille d'argent en -52 kg en 2019 à Bangkok, Thaïlande
- Médaille d'argent en -52 kg en 2017 à Tachkent, Ouzbékistan